# The Parallax II: Future Sequence
The Parallax II: Future Sequence É o sexto álbum de estúdio da banda de metal progressivo Between the Buried and Me, lançado em 9 de Outubro de 2012 O álbum conceitual é a sequência do EP The Parallax: Hypersleep Dialogues. Paul Waggoner e Dustie Waring (guitarras) descreveram o álbum como seu favorito até agora, sendo um disco maduro, dinâmico, com influências de metal, jazz, rock progressivo setentista, entre outros. É também o álbum mais longo da banda até a presente data, com 1h e 12 minutos.

## Faixas
Todas as letras escritas por Tommy Giles Rogers Jr., todas as músicas compostas por Between the Buried and Me.
| N.º            | Título                          | Duração |  |
| 1.             | "Goodbye to Everything"         | 1:39    |  |
| 2.             | "Astral Body"                   | 5:01    |  |
| 3.             | "Lay Your Ghosts to Rest"       | 10:02   |  |
| 4.             | "Autumn" (instrumental)         | 1:17    |  |
| 5.             | "Extremophile Elite"            | 9:58    |  |
| 6.             | "Parallax"                      | 1:15    |  |
| 7.             | "The Black Box"                 | 2:10    |  |
| 8.             | "Telos"                         | 9:45    |  |
| 9.             | "Bloom"                         | 3:29    |  |
| 10.            | "Melting City"                  | 10:19   |  |
| 11.            | "Silent Flight Parliament"      | 15:09   |  |
| 12.            | "Goodbye to Everything Reprise" | 2:29    |  |
| Duração total: | Duração total:                  | 72:33   |  |

## Recepção
| Críticas profissionais | Críticas profissionais |
| Pontuações agregadas   | Pontuações agregadas   |
| Fonte                  | Avaliação              |
| ---------------------- | ---------------------- |
| Metacritic             | 74/100                 |
| Avaliações da crítica  |                        |
| Fonte                  | Avaliação              |

O álbum recebeu críticas geralmente favoráveis, com uma pontuação de 74 no Metacritic. Elogiou a banda por equilibrar o imediatismo de "Astral Body" com as canções mais longas descritas como "mini-sinfonias", vários críticos creditaram a composição da banda para incorporar a diversidade estilística em uma forma coesa mais atenta ao desenvolvimento de temas centrais. No entanto, o álbum foi criticado por Brice Ezell da PopMatters como "o trabalho de uma banda confortável em sua própria ambição. É muito fácil ficar impressionado, e esse é o tipo exato de complacência que não esperamos desses caras". Escrevendo para Revolver (revista), Paige Camisasca criticou de forma semelhante o material mais pesado da banda por soar como "uma repetição pouco inspirada do trabalho anterior do grupo".

## Membros

### Between the Buried and Me
- Dan Briggs – Baixo, teclados, backing vocals
- Blake Richardson – bateria, percussão
- Tommy Giles Rogers Jr. – Vocal, teclado
- Paul Waggoner – guitarra solo, vocais limpos
- Dustie Waring – guitarra rítmica

### Músicos convidados
- Amos Williams (Tesseract (banda)) - spoken word em 'Parallax'
- Walter Fancourt (Trioscapes) - clarinete, flauta, saxofone
- Ricky Alexander - Violino
- Julian Hinshaw - Tuba
- Maddox Giles (Filho do vocalista Tommy Giles Rogers Jr) - barulhos alienígenas

### Produção
- Produzido por Between the Buried and Me e Jamie King
- Engenheiro de som, mixagem e masterizado por Jamie King
- Produção adicional por Kevin King
- Arte e design por Chandler Owen